# درسا درخشانی
درسا درخشانی (زادهٔ ۲۶ فروردین ۱۳۷۷ در تهران) استاد بین‌المللی شطرنج اهل ایران است، که از مهر ماه ۱۳۹۶ پس از مشکلاتی که در ادامهٔ مسیر حرفه ای اش در جامعهٔ ورزشی ایران دید از کشور خارج شد و در مسابقات بین‌المللی با پرچم آمریکا شرکت می‌کند.
وی پس از سارا خادم‌الشریعه، دومین شطرنج باز زن ایرانی است که علاوه بر کسب درجه استاد بزرگ زنان، در ۱۸ سالگی و در هشتاد و هفتمین کنگرهٔ شطرنج جهان عنوان استاد بین‌المللی شطرنج را به دست آورد. وی سابقه قهرمانی شطرنج نوجوانان آسیا در سال ۲۰۱۲ و کسب مقام ششمی شطرنج جوانان جهان در سال ۲۰۱۵ را در کارنامه خود دارد. درخشانی حدود سال ۹۴ با یک پیشنهاد از باشگاه بارسلونای اسپانیا برای ادامه تحصیلات دانشگاهی و شطرنج به آن کشور رفت و برای آن تیم بازی کرد.

درخشانی در سالهای ۲۰۱۵ و ۲۰۱۶ در چند رقابت بین‌المللی بدون حجاب شرکت کرده بود اما حضور بدون حجاب وی در اوایل سال ۲۰۱۷ در مسابقات شطرنج جبل‌الطارق درپی بازی برادرش در مقابل بازیکن اسرائیلی مورد توجه مسئولان قرار گرفت و واکنش رئیس فدراسیون شطرنج ایران مبنی بر محرومیت درخشانی از عضویت در تیم ملی شطرنج ایران را در پی داشت. وی پس از محرومیت، در سال ۲۰۱۷ فدراسیون خود را به فدراسیون شطرنج آمریکا شطرنج آمریکا تغییر داد.
بعد از درسا درخشانی، برادرش برنا هم تصمیم گرفت برای تیم ملی شطرنج انگلستان بازی کند.